# Колоїдні мінерали
Мінерали колоїдні (рос. минералы коллоидные, англ. colloidal minerals, нім. kolloidale Minerale n pl) — мінерали, які складаються з дисперсних частинок колоїдної речовини (10-3-10-6 мм), що знаходяться в певному дисперсійному середовищі.